# Ida Edström
Ida Maria Victoria Edström, född Eriksson 6 juni 1979 i Degerfors, är en svensk socialdemokratisk politiker. Edström blev efter valet 2018 oppositionsråd i Karlskoga kommun.

## Karriär och kommunala uppdrag
Ida Edström startade sin politiska karriär som facklig förhandlare i fackföreningen Kommunal. Hon blev heltidsanställd av förbundet i mars 2012 och slutade i maj 2018.
Edström blev den 1 januari 2019 ledamot av  kommunstyrelsen och oppositionsråd och ersättare i kommunstyrelsens AU den 1 januari 2023. Hon valdes in i kommunfullmäktige den 15 oktober 2018 och är partiföreträdare för socialdemokraterna sedan den 1 januari 2019. Hon är ersättare i styrelsen för Karlskoga Kommunhus AB från 1 maj 2023 och sitter i krisledningsnämnden och Mälardalsrådet från den 1 januari 2023.
Under mandatperioden 2023-2026 blev socialdemokraterna näst största parti med 17 mandat i fullmäktige mot moderaternas 19 mandat.
I kommunvalet fick Ida Edström 527 personröster mot 1506 för moderaternas partiföreträdare.